# Saint-Nicolas (Guer)
Saint-Nicolas é uma comuna francesa na região administrativa da Bretanha, no departamento de Morbihan.